# Essere semplice
Essere semplice è un singolo del cantautore italiano Diodato, pubblicato il 18 maggio 2018.

## Video musicale
Il videoclip è stato pubblicato il 21 giugno 2018 attraverso il canale YouTube del cantante ed è stato girato all'interno di una scuola. Girato da Riccardo Petrillo e Giulio Scarano, il video ha come tema principale la ribellione e vede quattro protagonisti di altrettante storie che tentano di affermare la propria identità cercando una definitiva accettazione.

## Tracce
1. Essere semplice – 3:25